# Edmar
Edmar, właśc. Edmar Hałowśkyj de Lacerda, ukr. Едмар Галовський де Ласерда, port. Edmar de Lacerda Aparecida (ur. 16 czerwca 1980 w Mogi das Cruzes w stanie São Paulo) – ukraiński piłkarz pochodzenia brazylijskiego, grający na pozycji pomocnika, trener piłkarski. W marcu 2011 zmienił obywatelstwo na ukraińskie.

## Kariera piłkarska

### Kariera klubowa
Jako 19-latek został zawodowym piłkarzem, rozpoczynając karierę w trzecioligowym klubie Independente FC występującym w mistrzostwach stanu São Paulo. W 2000 już bronił barwy pierwszoligowego klubu Paulista FC, a od 2001 SC Internacional.
W 2002 wyjechał do Europy i podpisał kontrakt z ukraińskim klubem Tawrija Symferopol. W 2004 został wybrany kapitanem zespołu. Po pięciu latach w sierpniu 2007 przeniósł się do Metalista Charków. Bardzo szybko stał się jednym z głównych pomocników drużyny. 4 czerwca 2015 opuścił charkowski klub. 17 sierpnia 2015 zasilił skład Dnipra Dniepropetrowsk. W lutym 2016 opuścił dniprowski klub. W lutym 2017 wyjechał do USA, gdzie podpisał kontrakt z klubem Boca Raton FC. 23 lipca 2017 powrócił do rodzimego klubu, który już nazywał się Metalist 1925 Charków. 21 września 2017 wrócił do Boca Raton FC. Na początku 2018 powrócił do Metalistu 1925 Charków. 3 maja 2018 roku podpisał kontrakt z pół-profesjonalnym amerykańskim klubem Miami Hurricane.

### Kariera reprezentacyjna
10 sierpnia 2011 debiutował w reprezentacji Ukrainy w przegranym 0:1 meczu towarzyskim ze Szwecją.

## Kariera trenerska
25 lipca 2019 rozpoczął karierę szkoleniową w rodzimym klubie Metalist 1925 Charków.

### Sukcesy
- brązowy medalista Mistrzostw Ukrainy: 2009, 2010, 2011, 2012.

## Życie prywatne
13 grudnia 2008 Edmar ożenił się z Ukrainką Tetjaną Hałowśką.